# Diverticolo di Zenker
Il diverticolo di Zenker (dal nome del patologo tedesco Friedrich Albert von Zenker) è un diverticolo acquisito dell'esofago.
È un diverticolo da pulsione, causato da incoordinazione della peristalsi dello sfintere esofageo superiore, con erniazione di mucosa e sottomucosa.

È quindi anatomicamente faringeo ma funzionalmente esofageo.
Si localizza in una porzione muscolare di minor resistenza, il triangolo di Killian, lungo la linea mediana. Si proietta posteriormente, nello spazio prevertebrale, e può raggiungere il terzo inferiore dell'esofago.
Si tratta di un falso diverticolo (non coinvolge tutti gli strati della parete).
Causa disfagia, difficoltà respiratorie, rigurgito, alitosi. Può essere trattato chirurgicamente.

## Epidemiologia
Il diverticolo di Zenker colpisce soprattutto gli adulti più anziani. La distribuzione è varia in base alla posizione geografica dei soggetti.

## Meccanismi e manifestazione
Quando c'è una pressione eccessiva all'interno della faringe inferiore, la parte più debole della parete faringea, essa cede formando un diverticolo che può raggiungere diversi centimetri di diametro.
Più precisamente, mentre i meccanismi di trazione e di propulsione sono stati a lungo considerati i principali fattori che promuovono lo sviluppo del diverticolo di Zenker, attualmente si pensa che il responsabile sia il meccanismo occlusivo: una deglutizione scoordinata, un rilassamento muscolare alterato e uno spasmo del muscolo cricofaringeo portano ad un aumento della pressione all'interno della faringe distale, in modo che la sua parete formi un'ernia attraverso il punto di minor resistenza (noto come triangolo di Killian, situato superiormente al muscolo cricofaringeo ed inferiormente ai muscoli costrittori inferiori). Il risultato è una estroflessione della parete posteriore della faringe, appena sopra l'esofago.

## Altri diverticoli esofagei
- Il diverticolo di Killian-Jamieson si differenzia dallo Zenker per il fatto di trovarsi in una posizione più laterale, nell'area detta appunto spazio di Killian-Jamieson.
- Lo pseudo-Zenker è una formazione temporanea sacciforme visibile durante l'esame radiografico del pasto baritato.